# Nomada marshamella
Espèce
Nomada marshamella est une espèce d'insectes hyménoptères de la famille des Apidae.